# Яковцевский сельсовет
Я́ковцевский сельсове́т — упразднённое сельское поселение в Вачском районе Нижегородской области.

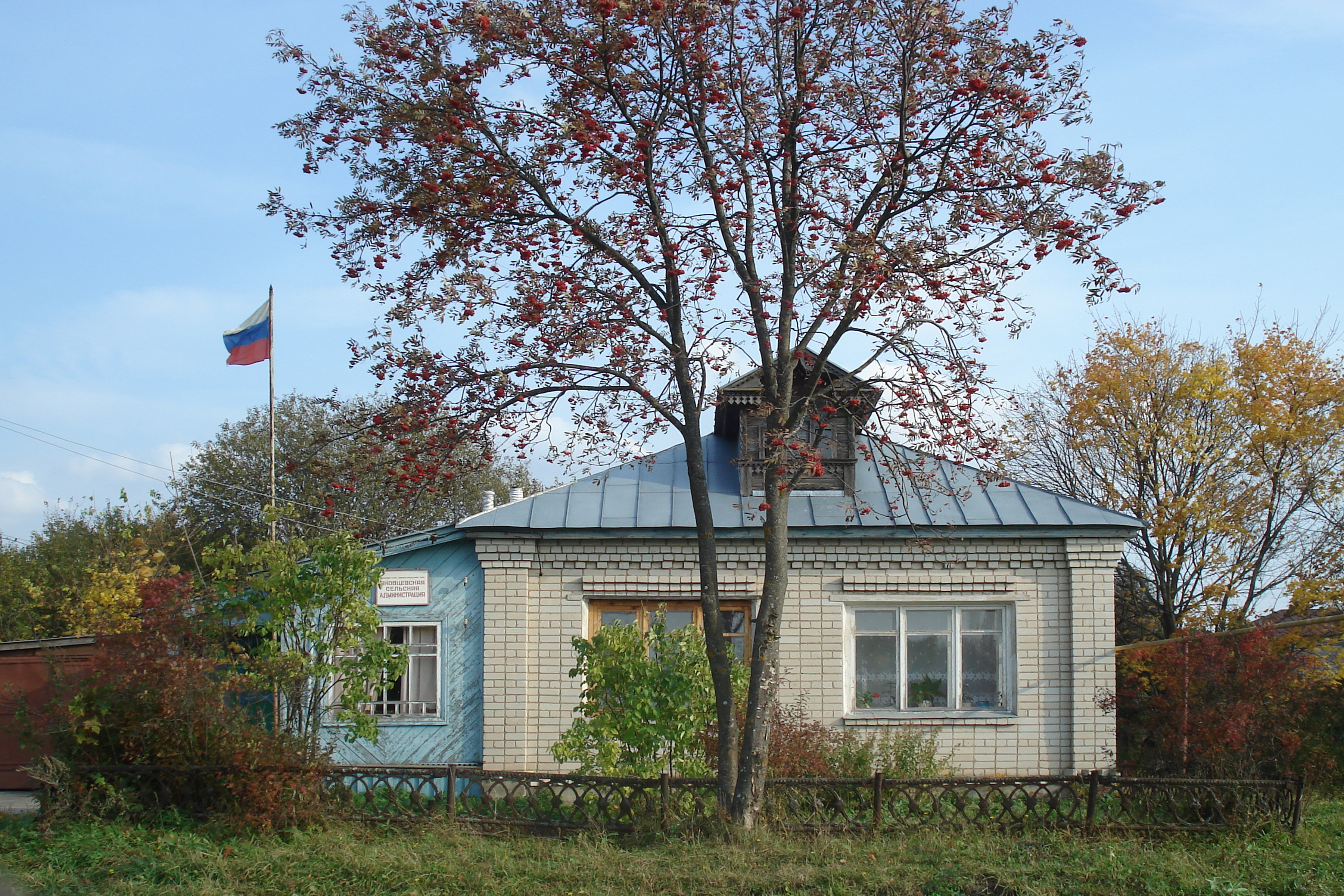
Здание администрации Яковцевского сельсовета

Административный центр — село Яковцево.

## История
Яковцевский сельсовет образован в начале 1920-х годов в составе Яковцевской волости Муромского уезда Владимирской губернии.
С 1929 года сельсовет вошёл в состав Вачского района Горьковского края. В 1931 году в состав сельсовета включены упразднённые Пожогинский и Сапунский сельсоветы. С 1936 года сельсовет в составе Горьковской области. В 1954 году в состав сельсовета включены часть селений бывшего Бежановского сельсовета, с 1959 году — упразднённый Жайский сельсовет. 
15 июня 2004 года Законом Нижегородской области № 60-З «О наделении муниципальных образований - городов, рабочих посёлков и сельсоветов Нижегородской области статусом городского, сельского поселения» Яковцевский сельсовет получил статус сельского поселения, установлены границы поселения.
28 августа 2009 года Законом Нижегородской области № 142-З Яковцевский сельсовет был упразднён, его территория вошла в состав Новосельского сельсовета.

## Памятники на территории Яковцевского сельсовета

### Памятники природы
На территории Яковцевского сельсовета имеются следующие памятники природы регионального значения:
- Участок леса по склону коренного берега Оки между деревней Сапун и пристанью Пожога площадью 134,7 га.
- Участок хвойного леса около деревни Жекино общей площадью 213 га (с частью леса на территории Чулковского сельсовета)[5].

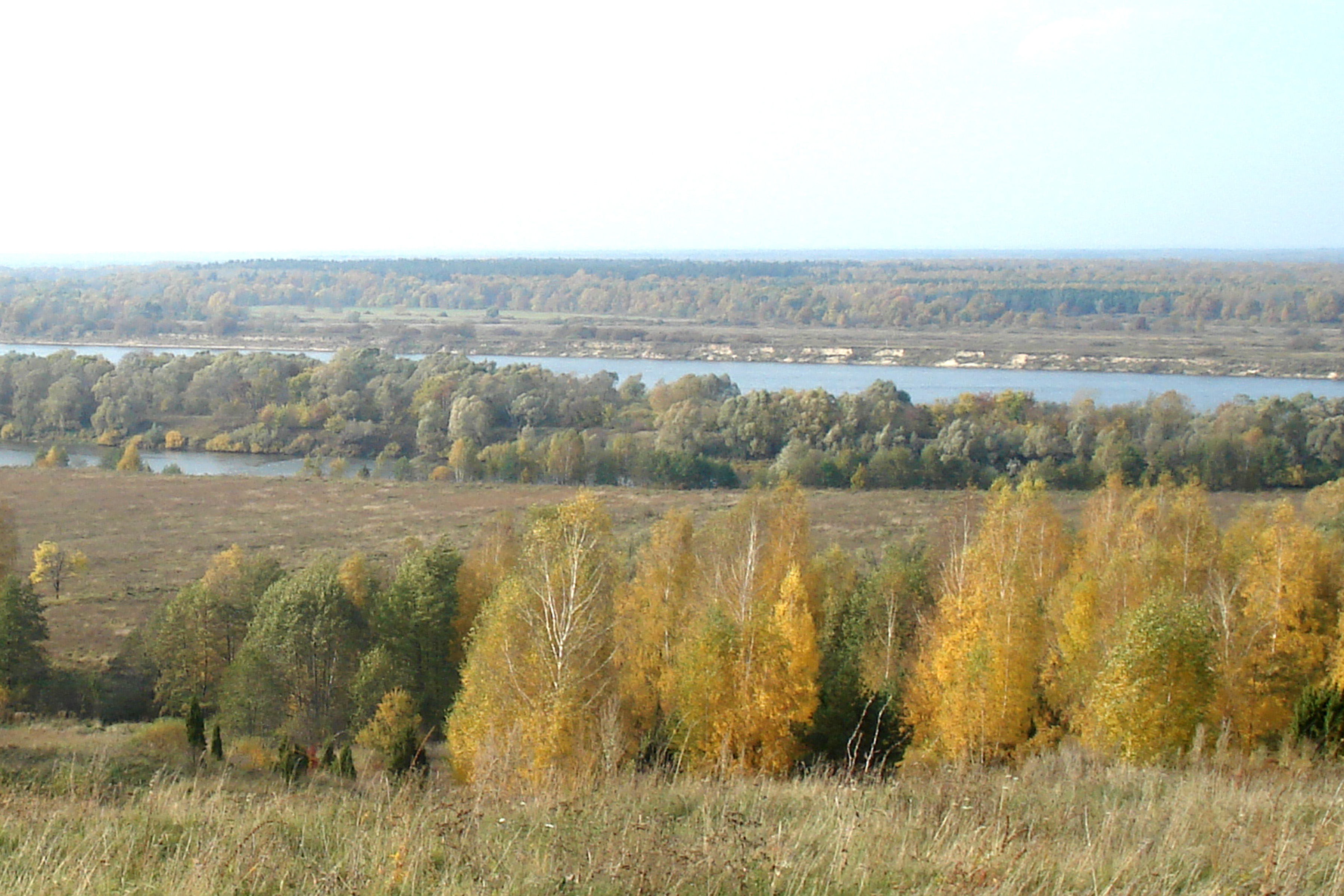
Памятник природы — лес на берегу Оки между деревней Сапун и пристанью Пожога

### Памятники археологии
- Курган у деревни Вишенки.
- Селище «Вишенки».
- Селище «Сапун»[6].